# Raecius
Raecius là một chi nhện trong họ Zorocratidae.

## Các loài
Phân loại Error: unrecognised source.:
- Raecius aculeatus Dahl, 1901
- Raecius asper (Thorell, 1899)
- Raecius congoensis Griswold, 2002
- Raecius crassipes (L. Koch, 1875)
- Raecius jocquei Griswold, 2002
- Raecius scharffi Griswold, 2002